# (5847) Wakiya
(5847) Wakiya est un astéroïde de la ceinture principale.

## Description
(5847) Wakiya est un astéroïde de la ceinture principale. Il fut découvert le 18 décembre 1989 à Kitami par Kin Endate et Kazuro Watanabe. Il présente une orbite caractérisée par un demi-grand axe de 2,54 UA, une excentricité de 0,30 et une inclinaison de 6,6° par rapport à l'écliptique.

## Compléments